# Góra (gromada w powiecie jarocińskim)
Góra – dawna gromada, czyli najmniejsza jednostka podziału terytorialnego Polskiej Rzeczypospolitej Ludowej w latach 1954–1972.
Gromady, z gromadzkimi radami narodowymi (GRN) jako organami władzy najniższego stopnia na wsi, funkcjonowały od reformy reorganizującej administrację wiejską przeprowadzonej jesienią 1954 do momentu ich zniesienia z dniem 1 stycznia 1973, tym samym wypierając organizację gminną w latach 1954–1972.
Gromadę Góra z siedzibą GRN w Górze utworzono – jako jedną z 8759 gromad na obszarze Polski – w powiecie jarocińskim w woj. poznańskim, na mocy uchwały nr 22/54 WRN w Poznaniu z dnia 5 października 1954. W skład jednostki weszły obszary dotychczasowych gromad Brzostów, Góra, Łobzowiec i Zalesie ze zniesionej gminy Jaraczewo w tymże powiecie. Dla gromady ustalono 18 członków gromadzkiej rady narodowej.
1 stycznia 1962 do gromady Góra włączono miejscowość Parzęczew (bez parcel karty mapy 2 i części działki 203 obrębu Parzęczew obejmującej miejscowość Kapalica) ze znoszonej gromady Nosków w tymże powiecie.
31 grudnia 1971 gromadę zniesiono, a jej obszar włączono do gromady Jaraczewo w tymże powiecie.